# Australische Cricket-Nationalmannschaft in Südafrika in der Saison 2019/20
Die Tour der australischen Cricket-Nationalmannschaft nach Südafrika in der Saison 2019/20 fand vom 21. Februar bis zum 7. März 2020 statt. Die internationale Cricket-Tour war Bestandteil der Internationalen Cricket-Saison 2019/20 und umfasste drei ODIs und drei Twenty20s. Australien gewann die Twenty20-Serie 2–1, während sich Südafrika bei der ODI-Serie mit 3–0 durchsetzte.

## Vorgeschichte
Südafrika spielte zuvor eine Tour gegen England, Australien eine Tour in Indien.
Das letzte Aufeinandertreffen der beiden Mannschaften bei einer Tour fand in der Saison 2018/19 in Australien statt.

## Stadien
Die folgenden Stadien wurden für die Tour als Austragungsort vorgesehen:
| Stadion                 | Stadt          | Kapazität | Spiele |
| ----------------------- | -------------- | --------- | ------ |
| Chevrolet Park          | Bloemfontein   | 20.000    | 2. ODI |
| Wanderers Stadium       | Johannesburg   | 34.000    | 1. T20 |
| Newlands Cricket Ground | Kapstadt       | 25.000    | 3. ODI |
| Boland Park             | Paarl          | 10.000    | 1. ODI |
| Sahara Oval St George’s | Port Elizabeth | 19.000    | 2. T20 |
| Senwes Park             | Potchefstroom  | 18.000    | 3. ODI |

## Kaderlisten
Australien benannte seine Kader am 4. Februar 2020. Südafrika benannte seinen Twenty20-Kader am 17. Februar 2020.
| ODI | ODI | Twenty20 | Twenty20 |
| Südafrika | Australien | Südafrika | Australien |
| --- | --- | --- | --- |
| - Quinton de Kock (K, wk) - Temba Bavuma - Rassie van der Dussen - Beuran Hendricks - Heinrich Klaasen - Keshav Maharaj - Janneman Malan - David Miller - Lungi Ngidi - Anrich Nortje - Andile Phehlukwayo - Kagiso Rabada - Tabraiz Shamsi - Lutho Sipamla - JJ Smuts - Kyle Verreynne | - Aaron Finch (K) - Pat Cummins (VK) - Ashton Agar - Alex Carey (wk) - Josh Hazlewood - Marnus Labuschagne - Mitchell Marsh - Glenn Maxwell - Jhye Richardson - Kane Richardson - D’Arcy Short - Steve Smith - Mitchell Starc - Matthew Wade - David Warner - Adam Zampa | - Quinton de Kock (K, wk) - Temba Bavuma - Pite van Biljon - Rassie van der Dussen - Bjorn Fortuin - Reeza Hendricks - Heinrich Klaasen - David Miller - Lungi Ngidi - Anrich Nortje - Andile Phehlukwayo - Faf du Plessis - Dwaine Pretorius - Kagiso Rabada - Tabraiz Shamsi - JJ Smuts - Dale Steyn | - Aaron Finch (K) - Pat Cummins (VK) - Sean Abbott - Ashton Agar - Alex Carey (wk) - Mitchell Marsh - Glenn Maxwell - Jhye Richardson - Kane Richardson - D’Arcy Short - Steve Smith - Mitchell Starc - Matthew Wade - David Warner - Adam Zampa |

## Twenty20 Internationals

### Erstes Twenty20 in Johannesburg
| 21. Februar Scorecard | Johannesburg | Australien 196-6 (20)           | – | Südafrika 89 (14.3) |
|                       |              | Australien gewinnt mit 107 Runs |   |                     |

### Zweites Twenty20 in Port Elizabeth
| 23. Februar Scorecard | Port Elizabeth | Südafrika 154-4 (20)          | – | Australien 146-6 (20) |
|                       |                | Südafrika gewinnt mit 12 Runs |   |                       |

### Drittes Twenty20 in Kapstadt
| 26. Februar Scorecard | Kapstadt | Australien 193-5 (20)          | – | Südafrika 96 (15.3) |
|                       |          | Australien gewinnt mit 97 Runs |   |                     |

## One-Day Internationals

### Erstes ODI in Paarl
| 29. Februar Scorecard | Paarl | Südafrika 291-7 (50)          | – | Australien 217 (45.1) |
|                       |       | Südafrika gewinnt mit 74 Runs |   |                       |

### Zweites ODI in Bloemfontein
| 4. März Scorecard | Bloemfontein | Australien 271 (50)             | – | Südafrika 274-4 (48.3) |
|                   |              | Südafrika gewinnt mit 6 Wickets |   |                        |

### Drittes ODI in Potchefstroom
| 7. März Scorecard | Potchefstroom | Australien 254-7 (50)           | – | Südafrika 258-4 (45.3) |
|                   |               | Südafrika gewinnt mit 6 Wickets |   |                        |